# Sigmodon ochrognathus
Sigmodon ochrognathus — вид гризунів родини Cricetidae. Він походить з Мексики та штатів Аризона, Нью-Мексико та Техас у Сполучених Штатах, де мешкає на гірських луках, чагарниках і ялівцевих лісах.

## Морфологічна характеристика
У неволі самці виростають до максимальної довжини голови та тіла приблизно 155 мм, а самиці трохи нижчі та важчі. Значного статевого диморфізму в дикій природі не виявлено. Голова коротка і широка, а хвіст волохатий, з великою кількістю дрібних лусочок шириною не більше 0,5 мм. Хутро на голові, спині та боках тьмяно-сірого кольору, за винятком морди та кільця навколо ока, які мають охристий колір, що відрізняє цей вид від інших представників роду Sigmodon. Низ сірувато-білий, лапи сірувато-волосі, верх хвоста чорнуватий, низ сірий.

## Поширення і середовище проживання
Вид походить із Мексики та штатів Аризона, Нью-Мексико та Техас у Сполучених Штатах. Його ареал простягається від східної частини Західної Сьєрра-Мадре до центральної частини Дуранго та західної Коауїли в Мексиці, а також від Аризони до Нью-Мексико та розрізнених пустельних хребтів Меса-дель-Норте в транс-Пекос Техас у Сполучених Штатах. Середовищем його існування є гірські райони з трав’янистими луками, скелястими схилами, чагарниками, сосною пондерозою, дугласовою ялицею та ялівцевими лісами. Зазвичай він зустрічається на нижніх, більш сухих схилах на висоті нижче 1950 м. Цей вид є найбільш ксерофільним у своєму роді.

## Спосіб життя
Вид риє підземні нори у верхньому шарі ґрунту або в травах. S. ochrognathus також використовує покинуті гнізда кишенькових ховрашків або інших тварин. В їжу в основному використовуються зелені частини рослин і плоди. Особи можуть бути активними вдень і вночі. Вони створюють стежки, якими зазвичай користуються дві особи. У самиць бажання спаровуватися може виникнути в будь-який час року. Після вагітності, яка триває близько 34 днів, народжується від 2 до 6 або рідко до 9 молодих тварин. У молодих тварин через кілька годин з'являється шерсть, і вони порівняно швидко стають самостійними.